# 日内瓦体育场

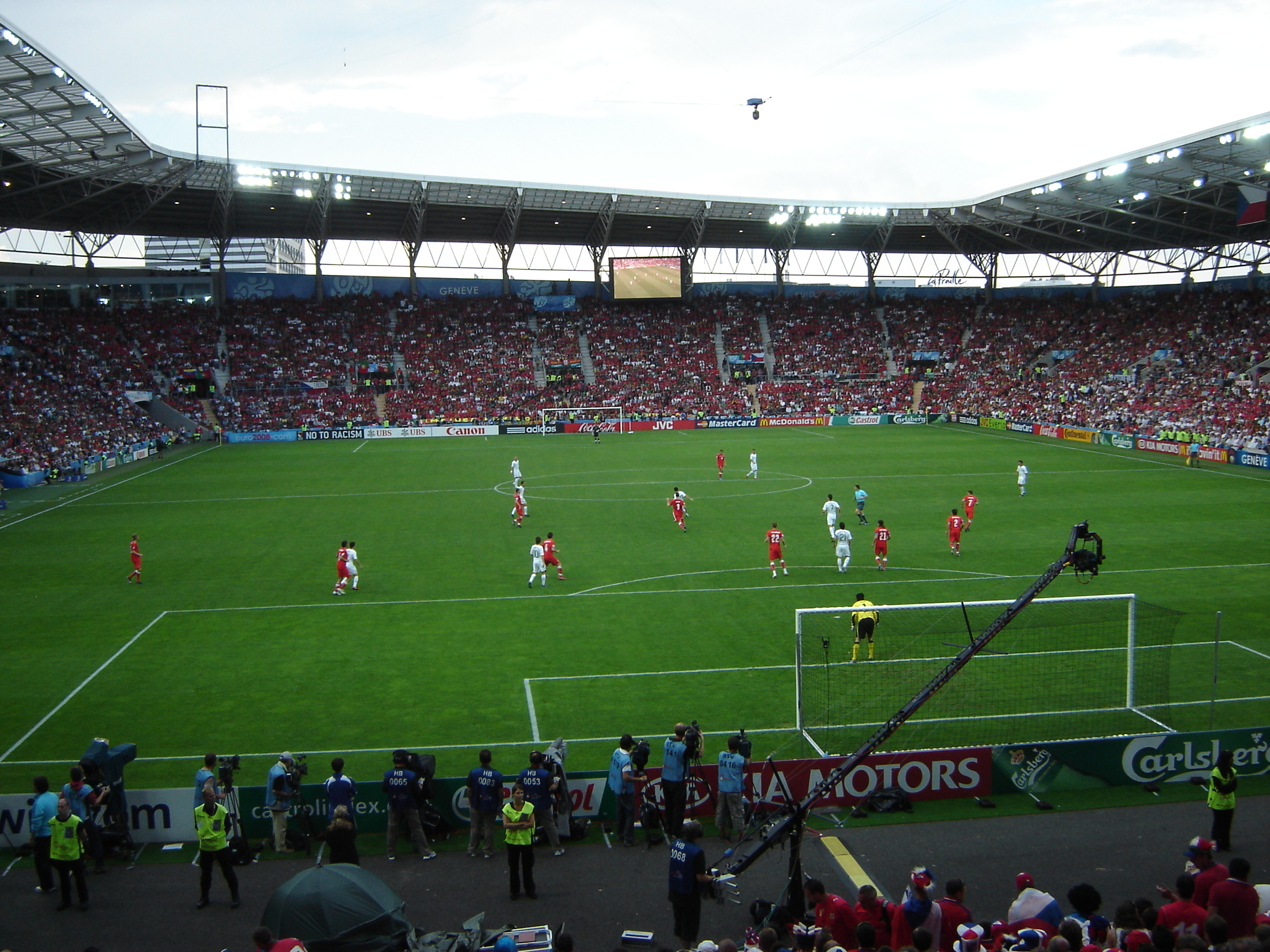
2008年欧洲足球锦标赛葡萄牙對捷克比賽中的日內瓦體育場

日內瓦體育場（法語：Stade de Genève）是瑞士日內瓦州的主體育場，於2003年4月30日竣工，有30084個觀眾席。
日內瓦體育場是日內瓦塞爾維特足球俱樂部的主場。2008年，這里承辦了欧洲足球锦标赛的三場賽事。
這里還被用來舉行演唱會，席琳·狄翁等都曾在此演出。

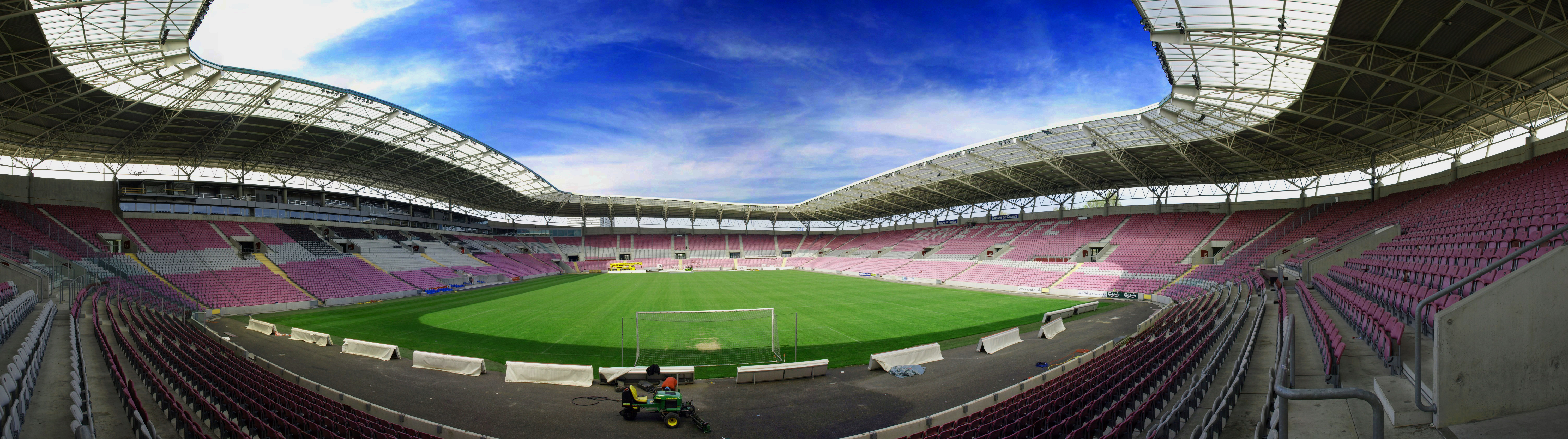
日内瓦体育场

## 外部連結
- （法文）官方網站 （页面存档备份，存于）
- （法文）Inauguration officielle du stade de Genève (Feuille d'avis officielle) Archive.today的存檔，存档日期2013-04-24